# Calsenilina
La calsenilina es una proteína codificada en humanos por el gen kcnip3.
La calsenilina pertenece a la familia de proteínas de interacción con los canales de potasio dependientes de voltaje, que pertenecen a su vez a la rama de las recoverinas de la superfamilia de manos-EF. Los miembros de la familia KCNIP son proteínas pequeñas de unión a calcio. Todas ellas poseen dominios de manos-EF, y difieren unas de otras en el extremo N-terminal. Ellos son componentes integrales de los complejos que conforman los canales de Kv. Podrían estar implicados en el control de la regulación de las corrientes tipo A, y de hecho, en la excitabilidad neuronal en respuesta a cambios en la concentración de calcio intracelular. Esta proteína también presenta la capacidad de interaccionar con las presenilinas. Se han descrito múltiples variantes transcripcionales del gen que codifican distintas isoformas de la proteína.

## Interacciones
La calsenilina ha demostrado ser capaz de interaccionar con:
- PSEN1[1][4]
- PSEN2[1][5]